# Cranwell
Cranwell is een plaats en civil parish in het bestuurlijke gebied North Kesteven, in het Engelse graafschap Lincolnshire met 3000 inwoners.